# Кокинија
Кокинија (грч. Κοκκινιά) је насељено место у општини Гребен у периферији Западна Македонија, Грчка. Према попису из 2021. године било је 125 становника.
Према бугарском географу и историчару, Василу Канчову, у Кокинији је 1900. године живело 100 Грка хришћана и 80 Грка муслимана (Валахади). Године 1923. муслиманско становништво је принудно исељено у Турску а на њихово место су насељене 52 грчке избегличке породице, укупно 185 особа. На попису из 1928. године Кокинија је имала 573 становника. Село се раније звало Сувин.